# Centronycteris maximiliani
O morcego-de-pêlo-duro (Centronycteris maximiliani) é uma espécie de morcego nativa da América do Sul.

## Características
Morcegos são os únicos mamíferos que possui habilidade de voar ativamente, um aspecto que deu a esses animais acesso a diversos ambientes. Ademais, as variedades de espécies de morcegos descobertas em áreas neotropicais estão relacionadas à significativa abundância de papéis funcionais que esse grupo desempenha. O amplo aspecto de hábitos alimentares dos morcegos e os diferentes modos de exploração dos ambientes em que vivem fazem com que esses organismos participem diretamente de vários processos ecológicos mantenedores da biodiversidade e da saúde ambiental, dentre os quais destacam-se as interações com espécies vegetais, incluindo a polinização e a dispersão de sementes, e com outras espécies animais, como é caso do controle de populações de insetos pelos morcegos.

## Dieta
Os morcegos frugívoros neotropicais têm notável preferência alimentar por plantas pioneiras dos gêneros Cecropia (embaúbas), Vismia (lacres) e Solanum (jurubebas). Essas plantas estão presentes nos estágios iniciais dos processos de sucessão vegetal, sendo, portanto, primordiais para a recuperação de ambientes degradados.

## Distribuição
Se distribui por Brasil, Colômbia, Guiana Francesa, Peru, Suriname e Venezuela. Pode ser encontrada no norte da América do Sul. Tem sido encontrada em florestas úmidas primárias de terras baixas, com altitudes de até 300 m, mas ocorre também em áreas de vegetação secundária. Recentemente, reportaram a ocorrência de C. maximiliani em áreas de campina e campinarana no Parque Nacional do Jaú, Estado do Amazonas, com base na identificação de chamados de ecolocalização. Quanto ao uso de abrigos, um exemplar de C. maximiliani foi encontrado pendurado sob folha de melastomatácea na Guiana Francesa.